# 佛羅倫斯 (蒙大拿州)
佛羅倫斯（英語：Florence）是位於美國蒙大拿州拉瓦利縣的普查規定居民點。

## 歷史
佛羅倫斯的郵局自1888年營運至今。

## 人口
根據2020年美國人口普查的數據，佛羅倫斯的面積為1.99平方千米，皆為陸地。當地共有人口821人，而人口密度為每平方千米412.56人。